# Джурович, Васо Миланович
Васо Миланович Джурович (серб. Vaso Đurović / Васо Ђуровић; 8 июня 1922, Андриевица, Королевство Югославия — 22 января 2014, Кострома, Россия) — партизан Народно-освободительной армии Югославии, советский и российский учёный-животновод черногорского происхождения, Заслуженный работник сельского хозяйства Российской Федерации, участник Второй Мировой войны, председатель Костромского общества русско-сербско-черногорской дружбы. Известен тем, что сумел создать и не потерять в трудные годы экономического кризиса уникальную ферму, на которой содержатся в условиях свободного перемещения одомашненные лоси.

## Биография
Родился 8 июня 1922 (позже, при поступлении в гимназию, год рождения был изменён в метриках на 1924) в югославском городе Андриевица (ныне Черногория). В возрасте 17 лет ушёл из родительского дома после начала войны с Германией в апреле 1941 года на албанский фронт. После капитуляции Югославии ушёл в партизанское подполье, в составе черногорского партизанского движения участвовал в восстании 13 июля против итальянских и албанских оккупантов. За годы войны Васо прошёл боевой путь от рядового пулемётчика до комиссара отдельной роты ПТР 5-й черногорской пролетарской ударной бригады. Был ранен и контужен, за боевые заслуги был награждён тремя орденами и 31 медалью Югославии, СССР и России.
В феврале 1946 года Васо в звании старшего лейтенанта Югославской народной армии по договорённости правительств СССР и Югославии направляется на учёбу в Костромское военно-химическое училище Советской армии. После охлаждения отношений между СССР и Югославией Джурович продолжил службу в Советской армии и дослужился до звания майора, после чего вышел в отставку. В 1957 году вернулся на родину, но был сразу же арестован за просоветские взгляды и позже бежал из страны в Венгрию, а затем вернулся в СССР, где и остался жить.
В 1958 году Васо Джурович поступил в Костромской сельскохозяйственный институт на зоотехнический факультет, который окончил с отличием. Далее он продолжил обучение в аспирантуре и защитил кандидатскую диссертацию, после чего устроился главным зоотехником в Костромское ОПХ «Минское», заведующим отдела животноводства. Там он занимался научно-исследовательскими работами по улучшению молочной костромской породы коров. В течение 34 лет Джурович руководил отделом животноводства Костромской ГОСХОС (в настоящее время — НИИСХ).
Джурович опубликовал более 150 научных трудов, а также множество статей в газетах Советского Союза и Костромской области. Однако настоящую славу ему принесло одомашнивание лося: при его непосредственном участии (а также таких ученых и животноводов, как Е. П. Кнорре, А. П. Михайлов, П. Н. Витакова) была создана Костромская лосеферма, а также подготовлено первое в мире учебное пособие по лосеводству. В Костромской государственной сельскохозяйственной академии был введён курс изучения лосеводства. Работа по одомашниванию лосей была начата еще в Коми АССР (Якша) Евгением Павловичем Кнорре, но именно в деревне Сумароково Красносельского района Костромской области его ученик Анатолий Павлович Михайлов и его ближайший соратник Васо Миланович Джурович добились того, что лоси не содержатся постоянно в условиях стойла, а могут выбирать, пополнить популяцию диких лосей или остаться жить с человеком. Одной из новинок стал сигнал лосям возвращаться на ферму сначала по звуку горна, а затем — и по радиосигналу.
В постсоветские годы лосеферма в Сумарокове избежала экономического краха и закрытия, став коммерческим предприятием: в санатории имени Ивана Сусанина туристы стали лечиться лосиным молоком, о свойствах которого писал тот же Джурович. В 2005 году Васо Милановичу Джуровичу было присвоено звание Заслуженного работника сельского хозяйства Российской Федерации.
До конца своей жизни Васо Джурович возглавлял Костромское общество русско-сербско-черногорской дружбы. В городе эти отношения на слуху: одна из новейших улиц даже получила название Черногорской.
Скончался 22 января 2014 в Костроме. Похоронен 29 января на Ярославском кладбище г. Костромы.

## Семья
Внук Васо Милановича Джуровича — музыкант-фольклорист, исполнитель традиционного фольклора южнославянских народов Милош Ловченский.